# Liste der kanadischen Botschafter in Deutschland
Liste der kanadischen Botschafter in Deutschland.

## Geschichte

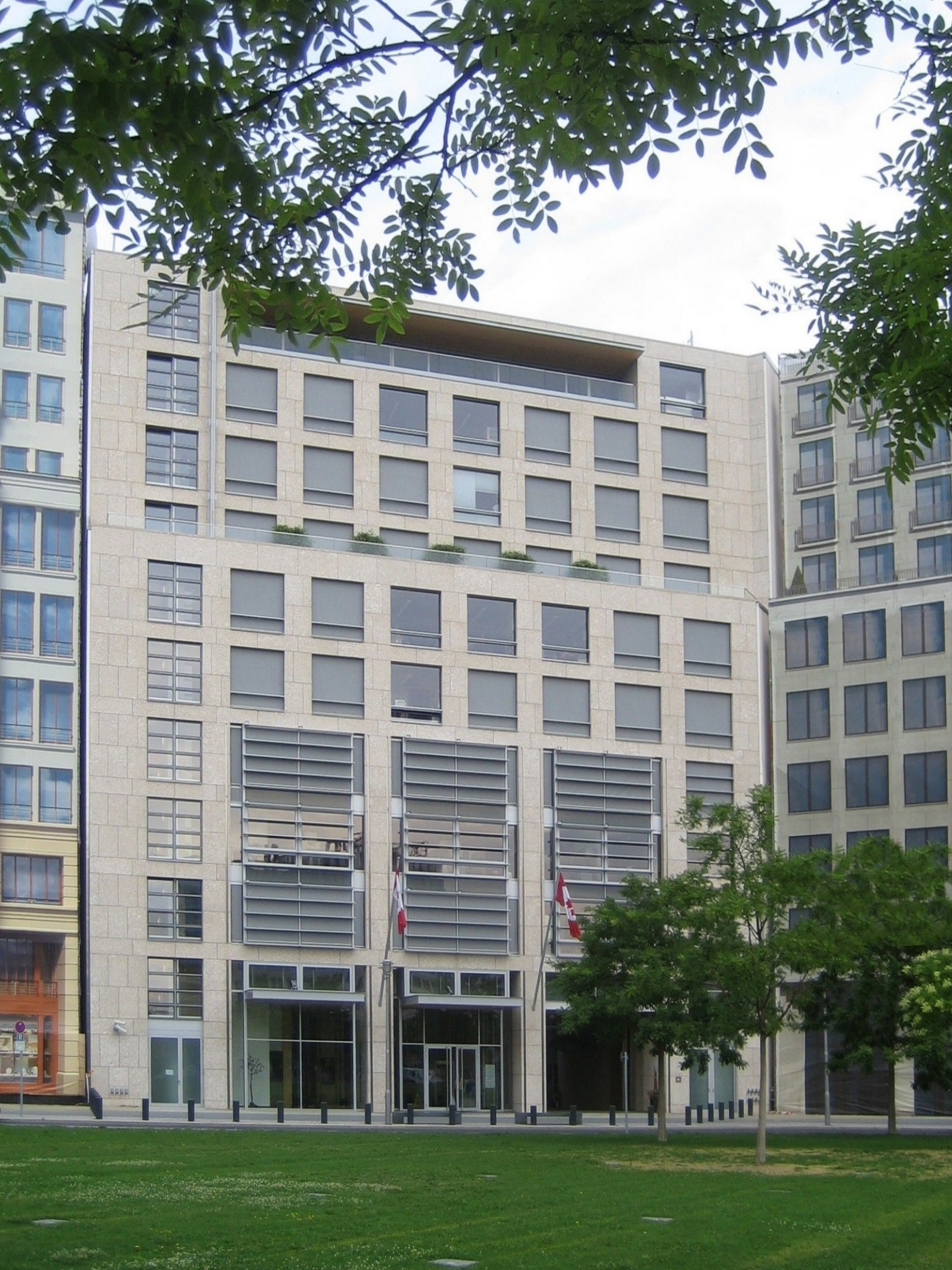
Kanadische Botschaft am Leipziger Platz in Berlin

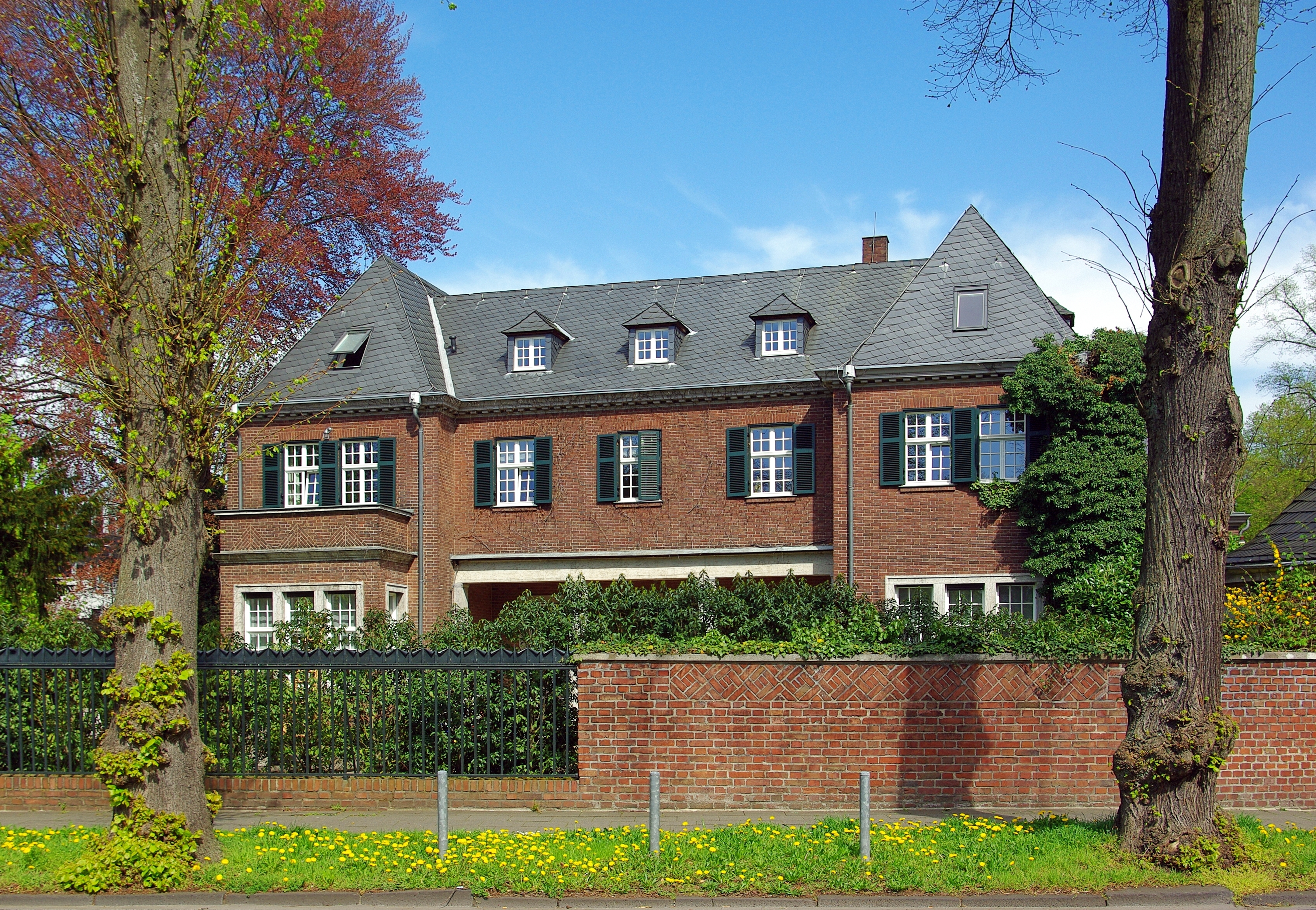
Villa Lindenallee 70 in Köln, bis Mitte der 1960er-Jahre Amtssitz des kanadischen Botschafters

Der erste Repräsentant der Provinz von Ontario, John Dyke, Dominion Immigration Agent in Liverpool, wurde 1873 nach Hamburg gesandt, um Auswanderer zu rekrutieren. Die Behörden des Deutschen Reichs nahmen Dyke einen Monat nach seiner Ankunft für sechs Monate in Haft. Als Rechtsgrundlage für die Inhaftnahme diente eine Verordnung über das Verbot eigenmächtiger Auswanderung und Verleitung hiezu aus der Zeit des Deutschen Bundes. Das Delikt war in den Verordnungen als Hochverrath des vierten Grades bezeichnet und wurde nicht mit dem Tode, sondern mit zwei bis achtjährigem Freiheitsverluste bestraft. John Dyke erkannte den weiten Auslegungsspielraum dieser Verordnungen und riet davon ab, einen Repräsentanten in das Deutsche Reich zu entsenden. Er rekrutierte in der Folge in Lemberg, das zur Zeit der dritten Teilung Polens zum Habsburger Reich gehörte.
Die Adresse der kanadischen Botschaft in Deutschland war seit 1969 bis zum Umzug nach Berlin 1999 Friedrich-Wilhelm Straße 18 in Bonn. Die heutige Kanadische Botschaft in Berlin befindet sich seit dem 29. April 2005 am Leipziger Platz 17.

## Missionschefs

### Diplomatische Agenten im Deutschen Reich
| Ernennung Akkreditierung | Name                 | Bemerkungen                             | ernannt von                 | akkreditiert bei der Regierung | Posten verlassen |
| ------------------------ | -------------------- | --------------------------------------- | --------------------------- | ------------------------------ | ---------------- |
| 1873                     | John Dyke            | Repräsentant der Provinz Ontario        | Oliver Mowat                | Wilhelm I.                     | 1873             |
| 1922                     | Leolyn Dana Wilgress | kanadischer Handelskommissar in Hamburg | William Lyon Mackenzie King | Joseph Wirth                   | 1932             |

### Botschafter in der Bundesrepublik Deutschland
| Ernennung Akkreditierung | Name                        | Bemerkungen | ernannt von         | akkreditiert bei der Regierung | Posten verlassen                |
| ------------------------ | --------------------------- | ----------- | ------------------- | ------------------------------ | ------------------------------- |
| 15. Dez. 1949            | Maurice Arthur Pope         |             | Louis Saint-Laurent | Konrad Adenauer                |                                 |
| 27. Dez. 1950            | Thomas Clayton Davis        |             | Louis Saint-Laurent | Konrad Adenauer                |                                 |
| 1954                     | Charles Ritchie             |             | Louis Saint-Laurent | Konrad Adenauer                | 1958                            |
| 22. Nov. 1957            | Escott Reid                 |             | John Diefenbaker    | Konrad Adenauer                | 1962                            |
| 1962                     | John Kennett Starnes        |             | John Diefenbaker    | Konrad Adenauer                | 1966                            |
| 1966                     | Richard Plant Bower         |             | Lester Pearson      | Ludwig Erhard                  | 1970                            |
| 1970                     | Gordon Gale Crean           |             | Pierre Trudeau      | Willy Brandt                   | 1975                            |
| 1975                     | John Gelder Horler Halstead |             | Pierre Trudeau      | Helmut Schmidt                 | 1980                            |
| 1980                     | Klaus Goldschlag            |             | Pierre Trudeau      | Helmut Schmidt                 | 1983                            |
| 1983                     | Donald Sutherland McPhail   |             | Pierre Trudeau      | Helmut Kohl                    | 1987                            |
| 1988                     | William Thomas Delworth     |             | Brian Mulroney      | Helmut Kohl                    | 1992                            |
| 1992                     | Paul Heinbecker             |             | Brian Mulroney      | Helmut Kohl                    |                                 |
| 3. Juni 1996             | Gaëtan Lavertu              |             | Jean Chrétien       | Helmut Kohl                    |                                 |
| 26. Juni 2000            | Marie Bernard-Meunier       |             | Jean Chrétien       | Gerhard Schröder               |                                 |
| 19. Mai 2004             | Paul Dubois                 |             | Paul Martin         | Gerhard Schröder               |                                 |
| 10. Juli 2008            | Peter Michael Boehm         |             | Stephen Harper      | Angela Merkel                  | 2012                            |
| 30. Aug. 2013            | Marie Gervais-Vidricaire    |             | John Baird          | Angela Merkel                  | Jan. 2017                       |
| Feb. 2017                | Stéphane Dion               |             | Justin Trudeau      | Angela Merkel                  | 2023                            |
| 8. Dez. 2023             | John Horgan                 |             | Justin Trudeau      | Olaf Scholz                    | am 12.11.2024 im Amt verstorben |